# Adolf P. Youschkevitch
Pour les articles homonymes, voir Iouchkevitch.
Adolf-Andreï Pavlovitch Youschkevitch (en russe : Адо́льф-Андре́й Па́влович Юшке́вич, Adolf-Andreï Pavlovitch Iouchkevitch), né en 1906 à Odessa et mort en 1993 à Moscou, est un historien des mathématiques soviétique.

## Biographie
A. P. Youschkevitch est né le 15 juillet 1906 à Odessa. Son père, P. S. Youschkevitch (1873-1945), qui était connu comme philosophe, avait étudié les mathématiques à la faculté des sciences de Paris de 1895 à 1900 et publié et traduit plusieurs ouvrages de philosophie et d'histoire des mathématiques et participé activement aux dix volumes des New Ideas in Mathematics, publiés à Saint-Pétersbourg de 1912 à 1915 par le mathématicien Alexandre Vassiliev (1853-1929).
Jusqu'en 1917, A. P. Youschkevitch vit à Saint-Pétersbourg puis, jusqu'en 1922, à Odessa où il termine sa scolarité.
En 1923, il entre à la faculté de physique et mathématiques de l'université de Moscou. Là, il se lie d'amitié avec Alexandre Gelfond. Influencé notamment par son père, c'est au cours de ses études que son intérêt se porte sur l'histoire des mathématiques, et, en 1926, il commence ses premiers travaux au sein de l'Institut de recherches de Timiriasev.
Diplômé de l'université en 1929, il est nommé assistant principal à l'université technique d'État de Moscou en 1930. En 1935, sans avoir passé l'épreuve de soutenance, il obtient le grade de « candidat en sciences physico-mathématiques » (équivalent au doctorat de 3e cycle) et le titre de dozent. En 1940, il soutient sa thèse pour l'obtention d'un doctorat en sciences avec pour sujet les mathématiques et leur enseignement en Russie au XVIIIe siècle. Il est alors promu professeur, puis, en 1941, il prend la direction du département de mathématiques.
À partir de 1945, il travaille aussi à l'Institut d'histoire des sciences et des techniques de Moscou (Académie des sciences de Russie). En 1948 il crée avec G. F. Rybkin un journal d'histoire des mathématiques, Istoriko-Matematicheskie Issledovaniya (Recherches en histoire des mathématiques, abrégé Istor.-Mat. Issled.,  (ISSN 0136-0949)) et dirige jusqu'à sa mort les 34 volumes publiés.
En 1952, il est forcé de quitter l'université mais garde son poste à l'Institut et, à partir de 1968, il y dirige le département d'histoire des mathématiques.

## Travaux
Dans ses travaux Youschkevitch traite de nombreux domaines d'histoire des mathématiques. Certains sujets retiennent plus son attention et il y consacre donc plusieurs publications. Ainsi, l'histoire de l'analyse, l'histoire des mathématiques en Russie, Leonhard Euler, les mathématiques au moyen âge, forment une grande partie de ses travaux. Ses traductions russes d'œuvres classiques de mathématique occupent aussi une part importante.
Il participe également à différents dictionnaires et encyclopédies dont le Dictionary of Scientific Biography (21 articles) et la Grande Encyclopédie soviétique (17 articles).

### Histoire de l'analyse
Les fondements de l'analyse sont traités dans de nombreuses publications, notamment dans ses articles biographiques, dans ses traductions, dans ses ouvrages plus généraux ou encore dans ses articles sur les notions de limite, de fonction et d'intégrale.
Dès son premier article Youschkevitch aborde l'histoire de l'analyse. Publié en 1929 dans Estestvoznanie i marksizm (Les sciences naturelles et le marxisme), une publication de l'« Académie Communiste », il est intitulé La philosophie des mathématiques de Lazare Carnot et est tiré d'un exposé fait en 1926 à l'Institut de recherches Timiriasev. Toujours sur Carnot, il publie en 1932 une traduction russe des Réflexions sur la métaphysique du calcul infinitésimal (deuxième édition augmentée en 1935). Puis, en collaboration avec Charles Gillispie, il publie en 1971 un ouvrage en anglais, traduit en français en 1979 : Lazare Carnot savant et sa contribution à la théorie de l'infini mathématique. La deuxième partie, écrite par Youschkevitch, est intitulée La contribution de Lazare Carnot à la théorie de l'infini mathématique.
Il traite aussi dans diverses publications les apports d'autres mathématiciens dont Leibniz, Newton, L'Hôpital, Euler, d'Alembert, da Cunha, Poisson, Cauchy, Ostrogradsky.
La notion de fonction l'intéresse particulièrement et, en 1966, il publie en russe un article sur l'histoire de cette notion, dont l'édition en anglais de 1976 est une version élargie (il existe une traduction française de la version anglaise dans Fragments d'histoire des mathématiques, t. 1).

### Histoire des mathématiques en Russie
En 1940 il soutient sa thèse de doctorat avec pour sujet les mathématiques et leur enseignement en Russie au XVIIIe siècle. Bien que non publiée, plusieurs articles en sont cependant issus à la fin des années 1940. Envisagé dès 1940, ce n'est qu'en 1968 qu'est publié L'Histoire des mathématiques en Russie jusqu'en 1917.
Ses travaux sur Euler et ses élèves occupent une place centrale dans ses travaux sur les mathématiques en Russie.

## Prix et distinctions
- 1971 : médaille Alexandre-Koyré[3]
- 1978 : médaille George-Sarton[4]
- 1989 : prix Kenneth O. May